# کشیشتف کومور
کشیشتف کومور (لهستانی: Krzysztof Kumor؛ ‏ تلفظ لهستانی: [ˈkʂɨʂtɔf]؛ زادهٔ ۱۶ آوریل ۱۹۴۰) بازیگر اهل لهستان است.
از فیلم‌ها یا مجموعه‌های تلویزیونی که وی در آن‌ها نقش داشته‌است، می‌توان به سارا، چهل‌ساله، مرز سایه، صفر-هفت، به‌گوشم، ده فرمان ۲، ده فرمان ۳، جن‌زدگان، حوزه استحفاظی ۱۳، برادر الهی ما، در خوشی و سختی و ع چون عشق اشاره نمود.